# Цигани в България
Циганите в Република България са третата по численост народност след българите и турците, а според някои сведения и втората – след българите и преди турците. Според най-разпространеното мнение циганите са проникнали в България от Анадола през XI-XII век, когато страната е част от Византия. Някои автори, като Найден Шейтанов, Елена Марушиакова и Веселин Попов, приемат, че още в началото на IX век циганите са се заселили в Тракия заедно с павликяните от Мала Азия.
Значителна част от циганите в България се идентифицират и като роми, като това наименование често се използва и за циганите като цяло.

## Названия
Традиционното название цигани, ползвано в различни европейски езици, може да произхожда от гръцкото αθίγγανοι (асингани), което означава 'недосегаеми', от α (не-) + θιγγάνω (докосвам). Така византийците наричали фригийската монархическа ерес на мелхиседекяните. Вероятно причината тези чергарски племена да бъдат наречени от византийците с това понятие е асоциацията между циганския закон относно не-циганите (гаджé) и доктрината за ритуална чистота на мелхиседекяните, част от която било това да не се докосват до другиго. Понятието „цигани“ не се отнася само до ромите, но и до други чергарски племена, които стъпили в Европа, идвайки от Персия, някъде през 11 в.
Роми е българизирана форма на ромá – дума на романи, която е самоназванието на част от циганите. На романи ромá означава човек от ромската етническа група или мъж, съпруг (в противовес на гаджé, всички нероми). Думата, на хинди – रोमा „рома“, вероятно идва от санскритското „дом(б)а“, което означава „музикант от низша каста“. На цигански думата ром означава „мъж, съпруг“ и произлиза от древната индийска дума ḍomba, с която са назовавани някои касти на ковачи и музиканти, все дейности, свързани с пътуване, с които са се препитавали в чергарския си живот циганите.
От края на XX век формата роми, смятана за политически коректна, се налага в официалните документи, медиите и научните изследвания. В същото време в ежедневието названието цигани остава по-широко използвано, както от българите, така и от самите цигани. Етнолози като Елена Марушиакова и Веселин Попов използват „цигани“, за да означат цигански общности, които не са роми, но са определяни като „цигани“ от околното население, докато самите те предпочитат да се идентифицират другояче. Същото смятат и други учени (Томова, Пампоров, Стоянова) които приемат, че цигани е академично по-коректен термин, тъй като обхваща както ромите, така и подобните на тях общности, или заради анахроничността на „роми“ в исторически контекст.
Друго разпространено название в югозападните български диалекти е гюпци или егюпи, (на гръцки γύφτος хиптос) което идва от погрешната представа, че циганите произхождат от Египет. Това е коренът на думата и в много европейски езици. Среща се и формата арапи (от Арабия).
В българския разговорен език думата мангал представлява обидно или пренебрежително обръщение към циганите.

## Демография

### Численост на циганите
Действителният брой на циганите е труден за установяване както поради вътрешното разнообразие в тяхната общност, така и поради факта, че техни представители се определят като етнически българи или етнически турци. Комунистическият режим провежда политика на умишлено занижаване на броя на циганите в публичните документи, в резултат на което на преброяването през 1975 година като цигани са отчетени едва 18 хиляди души. В същото време през 1980 година вътрешното министерство провежда мащабно проучване, базиращо се не на самоопределение, а на възприемането от околните жители, достигайки до численост от 524 хиляди души. По оценки на вътрешното министерство броят на циганите през 1989 година е около 577 хиляди души.
Преброяванията на населението през следващите години, които се базират на самоопределянето на анкетираните, броят на ромите и делът им в общото население е 313 396 души (3,7%) през 1992 година, 370 908 души (4,68%) през 2001 година, 320 761 души (4,9%) през 2011 година и 266 720 души (4,1%) през 2021 година. На преброяването през 2011 година 57% от определилите са като роми се определят и като православни, 13% като мюсюлмани, 9% като нерелигиозни, 7% като протестанти, а 15% отказват да посочат религия. Тези стойности не включват циганите, самоопределили се в преброяването като българи, турци, татари, румънци или власи, както и незаявилите етническа принадлежност.
В свое изследване за България от началото на 90-те години Библиотеката на Конгреса на САЩ посочва, че през 1990 г. числеността на циганите в България е около 450 000. Според Програмата на ООН за развитие (ПРООН), позоваваща се на приблизителни изчисления на експерти, в началото на XXI век броят им е между 600 000 и 750 000 души. Според други данни те са между 700 000 и 800 000души, включително тези, които не се идентифицират като цигани и предпочитат да се идентифицират като етнически турци или етнически българи.

### Географско разпределение
Циганите обитават всички области, а най-висок делът им сред населението на областите Монтана (12,5%) и Сливен (12,3%). Най-нисък е делът им в област Смолян. В 138 общини делът им е по-висок от средния за страната. В 57 от тях относителният дял на циганите е над 10%, а в 6 общини надхвърля 20%. През 2001 г. в сравнение с 1992 г. се увеличава броят на населените места, в които циганите са преобладаващ етнос с дял над 50%. Не е регистрирано населено място с изцяло циганско население.

### Динамика и възрастова структура
Циганите в България се отличават с висока раждаемост, висок дял на лицата под 15-годишна възраст, а това са всъщност малолетните представители на общността, и нисък дял на лицата над 60 години, които всъщност са лицата, на които след кратък период предстои да се пенсионират и най-вероятно да напуснат пазара на труда.
Преброяването от 2001 г. показва, че 36% от циганите са под 15-годишна възраст, 59% са на възраст между 15 и 60 години, а 5% са на възраст над 60 години. За сравнение разпределението при етническите българи е 14:61:25 в проценти.
През изминалия XX век делът на циганите в населението нараства с 281 359 души или 4,1 пъти, докато цялото население на България се увеличава 2,2 пъти от 3 744 283 през 1900 до 8 149 468 през 2000 година. В началото на XXI век циганите в сравнение с 1992 г. се увеличават с 57 512 души, или с 18,4%. През 1910 г. циганите са 2,8%, през 1920 са 2,0%.
Относителният дял на циганите се задържа на равнище около 2,5% до 1956 г. включително. Преброяването през 1975 г. ще остане в историята със силно изкривените данни за техния брой – регистрирани са едва 18 323 души. Преброяването в края на 1992 г. бележи увеличение на броя – 313 396 души, и на дела на циганите – 3,7% от общия брой на населението.
Според министъра на образованието от второто правителство на Борисов Меглена Кунева една четвърт от тепърва навлизащите на пазара на труда в България през 2020 г. ще бъде от ромски произход.

## История

### Произход
Според генетичните свидетелства циганите са произлезли от Индия.
Циганската етническа общност вероятно произлиза от северозападните части на Индийския субконтинент, по специално от северна Индия, вероятно от Раджастан и Пенджаб, и се самоназовава като रोमा, romá. На цигански език тази дума означава „мъж“ и „човек“. На български думата е от мъжки род и в ед. ч. е „ром“, а в мн. ч. е „роми“. Предполага се, че произлиза от санскритската ḍomba, което означава „музикант от низша каста“.
Изселванията на циганите от Южна Азия протичат на няколко вълни, първата от която е през V – VI век и се свързва с нашествията на ефталитите.

### Заселване на Балканския полуостров
Смята се, че циганите започват да се заселват на Балканите през XI век, пристигайки от Мала Азия. След пристигането си в Източната Римска империя те са покръстени и се занимават с различни занаяти. За разлика от Западна Европа няма сведения те да са подложени на системни преследвания.

### В Османската империя (1396 – 1878)
Сведенията за циганите през по-голямата част от Османския период са ограничени и идват главно от документи на държавната администрация и споменавания в пътеписни текстове. През XVII век Евлия Челеби пише за тях: „Румелийските цигани празнували заедно с неверниците злощастния празник на червените яйца, заедно с мюсюлманите – празника на жертвоприношението, а заедно с евреите – празника на тръстиката, без да приемат нито едно от вероизповеданията. Поради това при тяхното погребение нашите имами не четат молитви, а при Кривата порта има дадено едно отделно място за гробище на циганите“ (Евлия Челеби, 1972: 111). Цигани се споменават и в бележките на Феликс Каниц и Александър Паспати. Първият български текст, посветен на циганите е статия на Петко Славейков във вестник Гайда от 1866 година.
Циганите не са системно подлагани на кръвен данък и властите дори се борят, включително със заплахи от смъртно наказание, с практиката за предаване като кръвен данък на откупени цигански деца. Османски документи от различни периоди изрично предписват цигани да не се взимат на военна служба, но забраните изглежда не са спазвани строго и има сведения за цигани, които са спахии, тимариоти, мюселеми и на различни други военни длъжности.
Цигани участват в събитията, предшестващи Освобождението – Априлското въстание и Руско-турската война. Цигани мюсюлмани се включват в башибозушки отряди, а други стават жертва на избиването на мюсюлманско население. Има свидетелства и за цигани, които участват в Априлското въстание и във войната.

### След Освобождението (1878 – 1944)
След Освобождението циганите стават второто по големина етническо малцинство в новообразувана Българска държава, като по това време малко повече от половината от тях са мюсюлмани, а останалите – християни. На някои места, като Орхание, циганите мюсюлмани са принудително покръстени.
Още в първите години след Освобождението циганите са обвинявани за участие в изборни манипулации, като купуване на гласове. През 1901 година правителството на Петко Каравелов инциира отнемането на избирателните права на циганите чергари и мюсюлмани, които са над половината от циганите в страната. Промяната на избирателния закон става причина за първите организирани действия на циганите в България – малко след приемането на закона циганска конференция във Видин приема протестна декларация, а адвокатът Марко Марков организира кампания срещу закона. Въпреки това той остава в сила до въвеждането на общо задължително гласуване през 1919 година.
Първата ромска организация в България е учредена през 1910 г. във Видин с документ, озаглавен Устав на египтянската народност в гр. Видин. Това по всяка вероятност е и първата държавно регистрирана ромска организация в света. През 1919 година цигани мюсюлмани основават в София организацията „Истикбал“, която се бори за участие на циганите в управлението на мюсюлманските религиозни общини, но среща силна съпротива от турските духовници. След прекъсване през 20-те години, „Истикбал“ отново се активизира през 1929 година, но е разпусната с повечето обществени организации в страната след Деветнадесетомайския преврат през 1934 година.
През 30-те години се появяват няколко етнографски публикации за циганите, първа сред които е статията „Принос към говора на софийските цигани“ на Найден Шейтанов.
В средата на 30-те години циганите във Видин са преместени с общинско финансиране в нов благоустроен квартал край града, днешният „Нов път“. През 1941 година там е открито и първото специално предназначено за образоването на циганите училище в страната, днес Основно училище „Епископ Софроний Врачански“.
Циганите са засегнати от ксенофобското законодателство от 40-те години, дискриминиращо етническите малцинства. Наредба от 1941 година изисква уволнението на около 750 квалифицирани работници цигани в тютюневата промишленост и забранява уволнението на етнически българи, докато в предприятията работят хора от малцинствата, което довежда до намаление на заплащането им. Поправка в Закона за защита на нацията забранява бракове на цигани с хора с „български или сходен произход“. На места, като във „Факултета“ в София през януари 1942 година, циганите мюсюлмани са масово принудително покръствани и преименувани. Много цигани са подложени на гражданска мобилизация, главно за строителство на железопътни линии и други обществени обекти. На циганите се забранява да се возят в трамваите в София и системно получават по-малки дажби при въведената през войната купонна система. Етническите малцинства са лишени и от правото на земеделска пенсия. В опит да избегнат ограниченията много цигани мюсюлмани се покръстват, сменят имената си с български и се опитват да променят вписания в личните си документи етнически произход.
Малък брой цигани участват в Партизанското движение, като по-късно 20 души получават званието „активен борец против фашизма и капитализма“.

### При комунистическия режим (1944 – 1989)
Непосредствено след установяването на комунистическия режим през 1944 година циганите са обхванати от политиката на новото правителство към малцинствата, като са създадени цигански културни организации, периодични издания и театър на цигански език, специални училища, които трябва да ликвидират високата неграмотност. Същевременно режимът се опитва да изгради обща за отделните цигански общности етническа идентичност. Според преброяването от 1946 година броят на циганите в страната е 170 хиляди души (броят вероятно не включва известен брой цигани, самоопределящи се като турци), а по оценки на Държавна сигурност около 45% от тях са мюсюлмани. Значителна част от циганите мюсюлмани са турскоезични и много от тях се самоопределят като турци, което е смятано властите за много нежелателно явление, наричано „турчеене“. По време на масовите турски изселвания от 1949 – 1950 година в тях се включват и известен брой цигани, което предизвиква протестите на Турция.
През 1945 година е създадена циганската организация „Екипе“, която развива активна дейност, издавайки вестник „Романо еси“ и основавайки множество местни организации, читалища, спортно дружество и Централен цигански театър „Рома“. През 1946 година нейният председател Шакир Пашов става първият цигански народен представител. Първоначално толерирана от режима, през 1950 година организацията прекратява дейността си, която е поета от казионния Отечествен фронт. След мандата на Шакир Пашов до края на режима циганите нямат представителство в парламента.
От края на 40-те години режимът започва програма за образоване на циганите, включваща изграждане на поредица от училища в циганските квартали. Първо е днешното 75-о основно училище „Тодор Каблешков“ в София, последвано от училища в Нова Загора, Стара Загора, Берковица, Кюстендил и други градове.
През 1958 година са взети мерки за постоянното заселване на около 14 хиляди чергаруващи цигани. В края на 50-те години много от тези мерки са изоставени като безрезултатни, като маргинализацията на циганите се засилва, а циганските гета в градовете се разрастват.
На много места по селата циганите, които обикновено не притежават никаква земя, са важна част от учредителите на новите Трудови кооперативни земеделски стопанства (ТКЗС). Те играят активна роля и в последвалите кампании за масовизация на колективизацията, когато цигански оркестри участват в мероприятията за агитация и принудително вкарване на селяните в ТКЗС.
През 50-те години започват по-често да се появяват научни публикации за циганите, главно с езиковедски и етнографски характер, но през 70-те и 80-те години работата в тази област е ограничена от режима. Между 1959 и 1987 година казионният Отечествен фронт издава вестник „Нов път“, който има циганска тематика.
През целия период тоталитарният режим следи и се опитва да ограничава нежеланието на циганите за асимилация в българския етнос, определяно в документацията на Държавна сигурност като „цигански национализъм“. Под това понятие се включват две отделни нежелателни за режима явления – турчеенето („национализъм на протурска основа“) и стремежът към еманципация на циганската общност („процигански национализъм“). В края на периода циганският национализъм често се свързва с дейността на Международния ромски съюз, поддържан от правителството на Югославия и смятан от Държавна сигурност за проводник на чуждо влияние.
В опит да ограничи турчеенето сред циганите мюсюлмани от края на 50-те години режимът започва кампания за смяна на мюсюлманските им имена, която предизвиква съпротива и кара много засегнати да се опитват да се представят за турци, позовавайки се на издаваните им по облекчен ред през 1950 – 1953 година лични документи с такова съдържание. Кампанията продължава с променлива интензивност до 1980 – 1983 година, когато, като част от т.нар. „Възродителен процес“, масирано са преименувани около 250 хиляди цигани мюсюлмани.

## Подгрупи
Циганите са особен вид етнос, определян понякога като междугрупово етническо образувание, в който съществуват ясно обособени групи със собствени етнически характеристики и групово самосъзнание, а традиционно и с ендогамна затвореност. Отделните групи се различават значително по своя език, религия и традиционна култура. Макар обикновено да се идентифицират преди всичко с тясната си група, повечето цигани в България имат и общоциганско самосъзнание, формиращо се главно в резултат на взаимодействието им с нециганското население.
Класификацията на циганските групи не е твърдо установена в академичната литература, като различни автори дават различен приоритет на възможните критерии за категоризиране – традиционен уседнал или номадски начин на живот, език, религия, етническо самоопределяне, географско разпределение. Главното разграничение, използвано от повечето автори, е между йерлиите (от турската дума yerli – „местен“), които водят уседнал живот в страната от Османската епоха, и заселници от циганската миграционна вълна от Румъния в края на XIX век, които до 50-те години на XX век остават чергари. Някои изследвания определят три големи цигански метагрупи – йерлии, калдараши и рудари, отнасяйки по-малките нейерлийски групи, като тракийските калайджии, към йерлиите, приемайки, че те са до голяма степен асимилирани от тях. Други автори разглеждат пет главни метагрупи – даскане рома и хорахане рома (двете подразделения на йерлиите), калдараши, тракийски калайджии и рудари (бояши).

### Турски цигани
Турските цигани са по-голямата група йерлии. Те са традиционно мюсюлмани, живеят главно в Тракия, Североизточна и Централна Северна България, а майчиният им език е балкански цигански или турски. Традиционно турските цигани се разделят на множество подгрупи, често носещи наименованието на определен занаят – демирджии, джамбази, калайджии, кошничари, музиканти, футаджии и други, но днес някои от тях са загубили идентичността си и се самоопределят главно като хорохане рома.
Говорещите цигански език турски цигани често се самоопределят и като хорахане рома и заедно с част от турскоезичните имат отчетлива циганска идентичност. В същото време много от турскоезичните цигани се самоидентифицират като турци или като милет (също уста милет). В този контекст милет обозначава асоцииране преди всичко с мюсюлманската общност и разграничаване както от циганите извън нея, така и в известна степен от турците.
Особени малки общности са говорещите кримскотатарски татарски цигани в Балчишко и българоезичните агупти в Родопите. Към турските цигани понякога се отнасят и асимилираните днес потомци на мюсюлманската част от групата на влахичките (също влахоря, лахо, лахории), които идват на Балканите от Влашко и Молдова през XVII – XVIII век, говорейки влашки цигански.

### Български цигани
Българските цигани, наричани също дасикане рома, са втората група йерлии. Те са традиционно православни, живеят в цялата страна (най-често в обособени цигански махали), а майчиният им език е балкански цигански или български. Сред подгрупите български цигани са бургуджии, джамбази, кошничари и други. Някои от тези подгрупи имат силна собствена идентичност и поддържат вътрешна ендогамия, но голяма част от българските цигани имат все по-отслабваща подгрупова идентичност и се самоопределят главно като дасикане рома.
Част от българоезичните български цигани имат преферирана българска идентичност – такива са общностите на джоревците (Западна България), сивите гълъби (Тракия) и аспаруховите българи (също стари българи, Североизточна България).
В групата на българските цигани се включват и някога мюсюлмански общности, приели християнството след Освобождението, като калайджиите в Ломско, ерлиите в София и Кюстендил, фичирите в Ямболско, музикантите м Котленско и Бургаско. Към нея понякога се отнасят и асимилираните днес потомци на християните влахички.

### Нейерлийски групи
Циганите извън групата на йерлиите включват няколко разнородни общности, общото между които е относително късното им заселване в България и късното им усядане в средата на XX век, което понякога остава непълно. Главните групи са калдарашите, тракийските калайджии, бургуджиите, рударите.
Калдарашите са третата по значимост циганска метагрупа в България след турските и българските цигани. Те са част от голяма миграционна вълна, изселила се от Румъния в края на XIX и началото на XX век и разпръснала се по света. Значителна част от тях идват в България в периода между Първата и Втората световна война от Беломорска Тракия, Вардарска Македония и Северна Сърбия (Войводина), заради което са наричани също сръбски или унгарски цигани. Традиционно калдарашите говорят нововлашки диалект на циганския, православни са и активно чергаруват до принудителното им усядане през втората половина на XX век, след което обикновено живеят разпръснати сред останалото население, без да образуват компактни махали. В миналото калдарашите се разделят на множество подгрупи – златари, ницулеш, дудуланя, тасманари, жъплеш, лъйнеш, нямцуря и други – които в наши дни са загубили значението си, макар метагрупата да запазва свето строго ендогамно обособяване. Те имат и силна циганска самоидентификация, като използват самоназванието ром циганякъ (в смисъл на „истински цигани“).
Тракийските калайджии са последният остатък от по-голямата в миналото циганска група на влахоря, говорят влашки цигански и са православни. Те запазват и в наши дни културната си обособеност, като при принудителното усядане през 1958 година се установяват главно в Старозагорско, Новозагорско и Ямболско.
Бургуджиите традиционно, а до голяма степен и в наши дни, се занимават с металообработване – железарство, ковачество, ножарство – като в миналото водят номадски живот, пътувайки из страната в катуни от 5 – 6 каруци, водени от специално избран черибашия. Те усядат в средата на XX век като се концентрират около няколко селища в Северна България – Варна, Шумен, Русе, Левски, Павликени, Ветово (наричано понякога тяхна столица).
Рударите (също лудари, копанари, аурари) се заселват в България със същата миграционна вълна като калдарашите, но за разлика от тях говорят румънски език и се самоопределят като румънци или власи. В миналото метагрупата включва две подгрупи, обособени по професионален признак – на лингурарите (също вретенари, фусари), произвеждащи различни дървени изделия, и на урсарите (също мечкари, маймунари), дресиращи животни. В наши дни разграничението между подгрупите е изчезнало.
Освен тези по-големи общности има и по-малки групи на бивши чергари, повечето с циганска самоидентификация – традиционно православни, като влахичките цигани в Ломско (наричани също решетари, уседнали сравнително рано) и кошничарите в Луковитско, или традиционно мюсюлмански, като камчибойлиите (понякога идентифициращи се като турци, преселници от басейна на Камчия), челендерите и айдиниите в Ямболско, днес голяма част от тези групи е преминала към протестантството.

## Религия

### Протестантство
Протестантството започва да се разпространява сред циганите в България в началото на XX век, а с премахването на религиозните ограничения през 90-те години към него преминават значителен брой цигани, както от православните, така и от мюсюлманските общности. Още от първите години протестантските мисии се ориентират към дейности, специално насочени към циганите, включително присъствие в обособените цигански махали и издаването на религиозна литература на цигански език.
Първата трайна циганска протестантска общност е формирана в началото на XX век от проповедника Петър Пунчев в ломското село Голинци, където през 1930 година е открита и първата циганска църква. Тя е част от Съюза на евангелските баптистки църкви, който през следващите години създава цигански църковни общини и във Фердинанд, София и Перник. Малко по-късно сред циганите започва да се популяризира и петдесятничеството, в средата на века е създадена първата предимно циганска петдесятническа църква в Ямбол, а през следващите десетилетия то се разпространява в много части на страната, включетелно в големите цигански квартали на София. През 70-те години са създадени цигански адвентистки групи в Кюстендил и в Благоевградско.
Протестантството получава по-масово разпространение сред циганите след падането на комунистическия режим през 1990 година, с което са премахнати дотогавашните религиозни ограничения, а протестантските църкви започват да получават материална подкрепа от родствени групи в чужбина. Протестантските църкви развиват активна дейност в циганските махали, където в първите години провеждат благотворителни акции, а с времето се утвърждават като местни центрове на социален и културен живот. Особено активни са петдесятните църкви, които в този период се фрагментират на множество самостоятелни групи, част от които са ръководени от цигани, но има също конгрешански (София и Южна България), методистки (Източна България), баптистки (Северозападна България) и адвентистки (Кюстендилско и Плевенско) цигански общности.
По приблизителни оценки към 2013 година броят на циганите протестанти е до 50 хиляди души (при общо 64 хиляди души в страната, определили се като протестанти на преброяването от 2011 година), а броят на църковни общини – изцяло цигански или смесени със значително циганско участие – е до 800 (от домашни църкви, посещавани от 2 – 3 души, до големи молитвени домове с повече от хиляда вярващи), мнозинството от които са част от някоя от петдесятните църкви.

## Култура

### Бракосъчетание
Според (Марушиакова, Попов, 1993) бракове между трите големи общности: кардараши, йерлии и рудари, не са чести. Изключенията водят до последствия до „съгрешилите", които биват отблъсквани и от двете групи. Ако двойката бъде приета, то ще в от групата по-ниско в йерархията. Например при смесен брак между мъж „йерлия" и момиче от „кардарашите", двойката или напуска двете общности, или се заселва при „йерлиите". Най-консервативни в това отношение са „кардарашите", въпреки че живеят и разпръснато между останалите групи.

### Цигански празници
Голяма част от традиционните празници на циганите в България съвпадат с тези на останалите мюсюлмани или християни, като в честването на някои от тях има някои специфики.
Сред циганите мюсюлмани, особено стриктно сред турчеещите се, се отбелязват основните празници Курбан байрам и Рамазан байрам, както и сюнетите.
Православните цигани като цяло отбелязват фиксираните църковни празници по стар стил, а плаващите – по календара на Българската православна църква. Най-важният празник за православните цигани е Гергьовден, следван от Голяма Богородица и Банго Васил.
Банго Василий (Куцият Васил, Нова година) – 14 януари
Според легендата свети Василий спасил циганския род от удавяне в бушуващото море. Дълбоките води щели да погълнат циганите, но беловласият светия им изпратил ято гъски. Циганите се метнали на гърбовете им и стигнали невредими отсрещния бряг. Оттогава те почитат своя спасител на 14 януари и в негова чест наричат празника Василица (известен е още и като циганската Нова година).
Отбелязва се от циганите-християни по стар стил, но се празнува и от циганите-мюсюлмани. Традиция е да се заколи петел. Легенда разказва, че когато турците вземали кръвен данък – мъжко дете, слагали на къщата червен знак. В една циганска къща имало само едно дете и родителите, за да го спасят, заклали петел и нацапали вратата с кръвта му.
Според традицията циганите посрещат Нова година със семейството си в домашна обстановка. Всички къщи, в които се празнува Банго Васил, остават заключени до полунощ на 13 януари, за да не избяга късметът. Едва след настъпването на Нова година циганите започват да посрещат гости, като се надяват първият гостенин в дома им да е добър човек и да носи късмет.
Бабин ден – 21 януари
Бабин ден е най-голям празник за циганите-цоцомани, които в недалечното минало водели мечки и маймуни по панаири и събори. Бабин ден се празнува два дни и се приема за женски празник. През първия участват предимно жени, които са в родилна възраст. Съпровождани от музиканти, те обикалят родилните домове, пред които играят и пеят, подаряват бонбони и други подаръци на персонала. На втория ден има обяд, начело на който стои най-многодетната жена. На Бабин ден жените се обличат празнично, често предизвикателно и се държат доста свободно.
Атанасовден – 31 януари
Атанасовден (зимен Атанасовден, цигански Атанас) също се празнува от циганските родове два дни с трапези и веселия. На него се коли черна кокошка.
Международен ден на циганите – 8 април
На 8 април 1971 г. в Лондон се провежда Първият цигански конгрес. Целта му е да се обединят и систематизират усилията на международното циганско движение, както и да се привлече вниманието на световната общественост върху проблемите на винаги намиращите се в малцинствена позиция цигани: образование, бедност, сегрегация. На срещата са приети общи цигански химн и знаме. Химнът е песента „Джелем, джелем“ на Жарко Йованович от 1969 г. Знамето изобразява синьото небе, зелената земя и червеното колело на постоянното движение.
Гергьовден (Хъдърлез, Едерлези, Хедерлези) – 6 май
Гергьовден е най-важният празник за православните цигани, отбелязван пищно и от мюсюлманите под името Хъдърлез (Хедерлез, Едерлез). Смята се, че с този празник поставя началото на катунарския живот. Много цигани (както християни, така и мюсюлмани) на този ден посещават манастири, свързани със свети Георги, където палят свещи, а край манастирите си правят трапеза, която се прекажда. С голяма почит на Гергьовден се ползва и тюрбето на Демир баба в Исперихско, където също се палят свещи, завързват се конци от дрехата по дървета за здраве и на празнични трапези се разказва за силата на Демир баба – Железния баща.
Мая, Маето – 14 май
Мая е циганският ден на шегите и лъжата. Женски празник, на който се пеят характерни за този ден песни, правят се предсказания.
Богородица Бари (Успение на Света Богородица) – 28 август
На този ден циганите посещават някой манастир, посветен на света Богородица, молят се, водят болни деца. Край манастирите събират билки и се веселят. В домовете си колят курбан.
Ромафест – август
Международен ромски фестивал в Стара Загора.

## Политика
Първите цигански организации в България са учредени непосредствено след промените от 1989 година. Сред тях са: Културно-просветна организация на циганите в България, Демократичен съюз „Рома“ (1990 г.), Движение за социално и културно развитие на циганите (1992 г.), Обединен ромски съюз (1992 г.), Конфедерация на ромите в България (1993 г.), Политическо движение „Евророма“ (1998 г.) с председател Цветелин Кънчев, Партия „Рома“ (2001 г.) с председател Тома Томов.
Според проучване на „Алфа рисърч“ на парламентарните избори от 2014 г. разпределението на циганските гласове по политически партии е следното.
| ГЕРБ | Коалиция „БСП-Лява България“ | ДПС | РБ | ПФ | ББЦ | „Атака“ | АБВ | Друга |
| ---- | ---------------------------- | --- | -- | -- | --- | ------- | --- | ----- |
| 8%   | 17%                          | 44% | 2% | 1% | 7%  | 2%      | 3%  | 16%   |

Вижда се, че 61% от гласовете, което е повече от 1/2, получават БСП и ДПС заедно, което показва, че повече от половината цигански избиратели се насочват към партии от левия политически спектър, сиреч такива, които се застъпват за по-щедра социална политика и повече права на малцинствата.

## В популярната култура
В поемата „Зимни вечери“ на Христо Смирненски в третия фрагмент е въведен образът на циганите ковачи:
| „                                 | Пак ли са старите цигани? Пак ли по тъмно коват? Чукове, сръчно издигнати – сръчно въртят се, гърмят. | “ |
| „Зимни вечери“, Христо Смирненски | |   |

Чрез техния образ Смирненски изгражда контрапункт на безнадеждността, която е преобладаващото чувство в „Зимни вечери“. Циганите са отъждествени с жизненост и труд, чрез който да се постигне по-добър живот.
От съвременната българска литература пример за присъствието на образ на циганите или на образ, асоцииран с циганите, е „Цигански роман“ на Петър Марчев (2012).

## Обществен активизъм
В различни региони на България, ромски активисти насърчават сътрудничеството чрез творчески и образователни проекти с българи.
В Пловдив, актрисата Донка Кьосева участва активно в групата за огнен пърформанс Firestep, където заедно изследват историята на феминизма в България чрез арт изпълнения. Кьосева работи и за повишаване на обществената осведоменост по проблемите, засягащи жените в ромската общност. В допълнение към артистичните си начинания, Донка, заедно с българската си колежка и приятелка Мелина Атанасова, организира образователни инициативи за ромски деца, насърчавайки обучението и културния обмен .
В Сливен, общественият активист и неформален преподавател Диана Чармакова играе ключова роля в преодоляването на пропастта между ромската и българската общност. Тя редовно посещава местни училища, за да изнася лекции по ромска история, с цел повишаване на самочувствието на ромските ученици. Диана също така е доброволец с групи ромски жени, като им помага да организират събития, насочени към споделяне на опит и подобряване на образованието на децата в техните общности .